# Arcte papuensis
Arcte papuensis är en fjärilsart som beskrevs av W. Warren 1912. Arcte papuensis ingår i släktet Arcte och familjen nattflyn. Inga underarter finns listade i Catalogue of Life.